# Thomas Desson
 (août 2025).
Motif : Absence de sources centrées
- Archive Wikiwix
- Bing
- Cairn
- DuckDuckGo
- E. Universalis
- Gallica
- Google
- G. Books
- G. News
- G. Scholar
- Persée
- Qwant
- (zh) Baidu
- (ru) Yandex
- (wd) trouver des œuvres sur Wikidata

| 1. | Préciser le motif de la pose du bandeau. | Précisez le motif de la pose du bandeau en utilisant la syntaxe suivante : {{admissibilité à vérifier\|date=août 2025\|motif=remplacez ce texte par le motif}}                     |
| 2. | Informer les utilisateurs concernés.     | Pensez à avertir le créateur de l'article, par exemple, en insérant le code ci-dessous sur sa page de discussion : {{subst:avertissement admissibilité à vérifier\|Thomas Desson}} |

Thomas Desson est un journaliste sportif français.

## Biographie
À partir du 5 novembre 2018, il participe à la matinale Réveil matin Céline, présentée par Céline Géraud et diffusée sur RMC Sport 1 et RMC Sport News, du lundi au vendredi de 6 h à 9 h.
En 2024, dans la série Netflix « la Cage » de Franck Gastambide, il y joue son rôle dans la vie active .